# Рейш Ал Гул
Рейш Ал Гул (на английски: Ra's al Ghul) е измислен персонаж, злодей на Ди Си Комикс. Първата му поява е в Batman бр. 232 през юни 1971 година. Създаден е от писателя Денис О'Нийл и художника Нийл Адамс. Името му в превод от арабски означава „главата на демона“. Рейш Ал Гул се появява и в другите медии. Лиъм Нийсън го играе в Батман в началото през 2005 г. IGN го класира на 7-о място в класацията Топ 100 злодеи. Първата му телевизионна поява е в епизода „Извън равновесие“ на „Батман: Анимационният сериал“, където се озвучава от английския актьор Дейвид Уорнър. Има две дъщери- Талиа Ал Гул и по-малката Ниса Ал Гул (Arrow).